# ブギウギナイト
「ブギウギナイト」は、日本の音楽ユニット・girl next doorの14作目のシングル。

## 概要
- 前作「ROCK YOUR BODY」に続くアガる3部作と銘打った3か月連続シングルリリース企画の第3弾作品にして[1][2]、アルバム『アガルネク!』からの先行シングル。また、発売日はメンバーの千紗の誕生日でもあった[1]。
- 表題曲はオキャディー主演のテレビドラマ『私のホストちゃん〜しちにんのホスト〜』の主題歌に使用された[1][2]。テレビドラマへのタイアップは「Freedom」以来5度目となった。
- ジャケットが異なるMUSIC VIDEO盤とLIVE盤、CDのみ盤の3形態で発売された。MUSIC VIDEO盤には表題曲のミュージック・ビデオとドキュメンタリー映像が収録されたDVDが、LIVE盤には同年5月3日から5月6日に東名阪のライブハウスで敢行されたライブツアー『GIRL NEXT DOOR "LIVE Destination"』から「偶然の確率」「ありがとう」のライブ映像が収録されたDVDが同梱された[1]。また、前作同様に3形態共通初回生産分特典として全54種類のオリジナルトランプカードが13枚ランダムで封入された。

## 収録曲
| 全作曲: 鈴木大輔、全編曲: girl next door & 水上裕規。 |                                      |                  |            |      |
| #                                                     | タイトル                             | 作詞             | 作曲・編曲 | 時間 |
| 1.                                                    | 「ブギウギナイト」                   | 千紗 & Kenn Kato | 鈴木大輔   | 3:56 |
| 2.                                                    | 「Happy Birthday!」                  | 千紗             | 鈴木大輔   | 3:46 |
| 3.                                                    | 「星空計画 (FROM LIVE Destination)」 | 千紗 & Kenn Kato | 鈴木大輔   | 4:02 |
| 4.                                                    | 「ブギウギナイト (Instrumental)」    |                  | 鈴木大輔   | 3:56 |
| 5.                                                    | 「Happy Birthday! (Instrumental)」   |                  | 鈴木大輔   | 3:47 |

### 解説
1. ブギウギナイト
ディスコサウンドを基調に制作された楽曲[1]。
2. Happy Birthday!
3. 星空計画 (FROM LIVE Destination)
CDのみ盤のみ収録されたボーナス・トラックで、両A面からなる10thシングルの表題2曲目のライブバージョン。
4. ブギウギナイト (Instrumental)
表題曲のインストゥルメンタルバージョン。
5. Happy Birthday! (Instrumental)
カップリング曲のインストゥルメンタルバージョン。

## 参加ミュージシャン
girl next door
- 千紗：Vocal
- 鈴木大輔：Keyboards
- 井上裕治：Guitar

## タイアップ
- テレビ朝日系列ドラマ『私のホストちゃん〜しちにんのホスト〜』主題歌 (#1)

## 収録アルバム
- アガルネク! (#1)
- SINGLE COLLECTION (#1)
- girl next door THE LAST (#1,2)